# Break It Off
Break It Off ist ein Lied der barbadischen Sängerin Rihanna in Zusammenarbeit mit dem jamaikanischen Sänger Sean Paul. Das Lied wurde als vierte Single aus Rihannas zweitem Studioalbum A Girl Like Me veröffentlicht. Ab 13. November 2006 wurde es an die Contemporary Hit Radio Stationen in den Vereinigten Staaten geschickt. Break It Off ist ebenfalls auf der Bonus-Edition von Sean Pauls drittem Studioalbum The Trinity enthalten.

## Hintergrund
Break It Off wurde von Donovan Bennett (aka Don Corleon), Kirk Ford, Sean Paul und Robyn Fenty geschrieben und von ersterem produziert. Während eines Aufenthalts von Rihanna auf Jamaika zeigte ihr Sean Paul die Strände und das Nachtleben der Insel. Rückblickend betrachte Sean Paul die Arbeit mit Rihanna als die „einprägsamste Zusammenarbeit“. Break It Off wurde Ende 2006 in den Vereinigten Staaten und Kanada als Single veröffentlicht, bereits ab 13. November 2016 war es den Radiostationen zugänglich. Per Download über iTunes wurde das Lied ab 27. Februar 2007 zur Verfügung gestellt.
Break It Off wird den Genres Pop und Dancehall mit Elektro und Reggae Einflüssen zugeordnet. Der Song ist im Viervierteltakt und in D-Dur komponiert. Rihannas Stimmumfang reicht von A3 bis E5, die Instrumentation besteht aus Klavier und Gitarre. Break It Off ist in Strophe-Refrain-Form geschrieben. Das Lied beginnt mit einem von Sean Paul vorgetragenem Intro, es folgt der von Rihanna gesungene Refrain. Die Strophen werden ebenfalls von Sean Paul gerapt.

## Rezensionen
Für Dani Fromm von Laut.de offenbart Rihanna auf ihrem Studioalbum A Girl Like Me stimmliche Schwächen, die Sean Paul in diesem Lied jedoch kaschieren kann. „Bei den Gastauftritten werden Rihannas stimmliche Schwächen noch deutlicher offenbar. […]Dancehall-König Sean Paul bringt in „Break It Off“ endlich mal etwas Druck ins Spiel“, so der Kritiker im Rahmen der Albumrezension. Im Gegensatz dazu hält Albert Ranner von CDstarts.de den Gastauftritt von Sean Paul als „gekünstelt und steril“, der Reggaesong „dümplet vor sich hin“. David Jeffries von Allmusic gab dem Song eine positive Kritik und schrieb: „Sogar noch umwerfender ist der Sprung […] zu dem total begeisternden Break It Off, bei dem sie Gaststar und Dancehall-König Sean Paul einen ernsthaften Wettbewerb liefert“.

## Promotion
Break It Off spielte Rihanna bislang auf ihrer Rihanna: Live in Concert Tour 2006, als Teil des Vorprogramms der Pussycat Dolls auf deren PCD World Tour 2006 und auf Rihannas Good Girl Gone Bad Tour 2007/2008. Sie sang das Lied beim New Year’s Eve 2007, beim BBC Radio 1's Big Weekend und bei Live Earth.

## Kommerzieller Erfolg

### Chartplatzierungen
Break It Off debütierte zuerst in einigen Billboard-Subcharts. Am 9. Dezember 2006 stieg der Song dann auf Platz 95 in den Billboard Hot 100 ein. Nachdem er bis 3. März 2007 nur bis auf Platz 52 vordringen konnte, machte der Song in der Chartwoche des 10. März 2007 einen Sprung von 42 Plätze auf Rang 10. Für Rihanna war dies zu diesem Zeitpunkt der vierte Top-10-Erfolg in den Vereinigten Staaten, für Sean Paul war die bereits der siebte Top-10-Hit dort. Am 17. März 2007 erreichte Break It Off mit Platz 9 die höchste Platzierungen in diesen Charts. Insgesamt verbrachte das Lied zwei Wochen in den Top-10 und 20 Wochen in den kompletten Hot 100. Chartplatzierungen in offiziellen Singlecharts anderer Ländern gelangen dem Lied nicht. Einzig in den belgischen Ultratop-Charts konnte Rihanna Platz 10 erreichen.
| ChartsChartplatzierungen       | Höchstplatzierung | Wochen |
| ------------------------------ | ----------------- | ------ |
| Vereinigte Staaten (Billboard) | 9 (20 Wo.)        | 20     |

| ChartsJahrescharts (2007)      | Platzierung |
| ------------------------------ | ----------- |
| Vereinigte Staaten (Billboard) | 85          |

### Auszeichnungen für Musikverkäufe
Break It Off wurde weltweit mit 1 × Gold ausgezeichnet.
| Land/Region               | Auszeichnungen für Musikverkäufe (Land/Region, Auszeichnung, Verkäufe) | Verkäufe |
| ------------------------- | ---------------------------------------------------------------------- | -------- |
| Vereinigte Staaten (RIAA) | Gold                                                                   | 500.000  |
| Insgesamt                 | 1× Gold ·                                                              | 500.000  |

Hauptartikel: Rihanna/Auszeichnungen für Musikverkäufe